# Carole Bouquet
Carole Bouquet (Neuilly-sur-Seine, 18 augustus 1957) is een Frans actrice en fotomodel.

## Levensloop

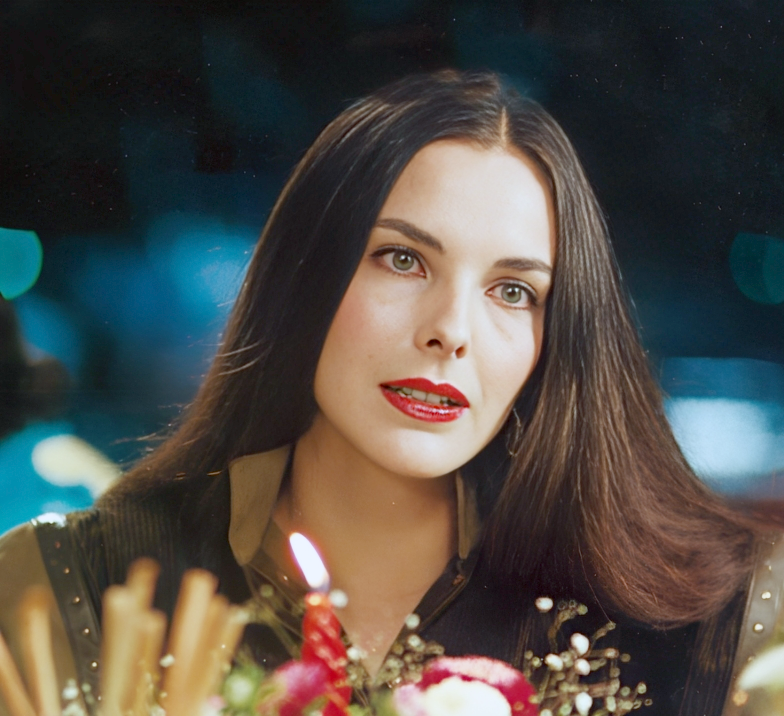
Carole Bouquet in 1982

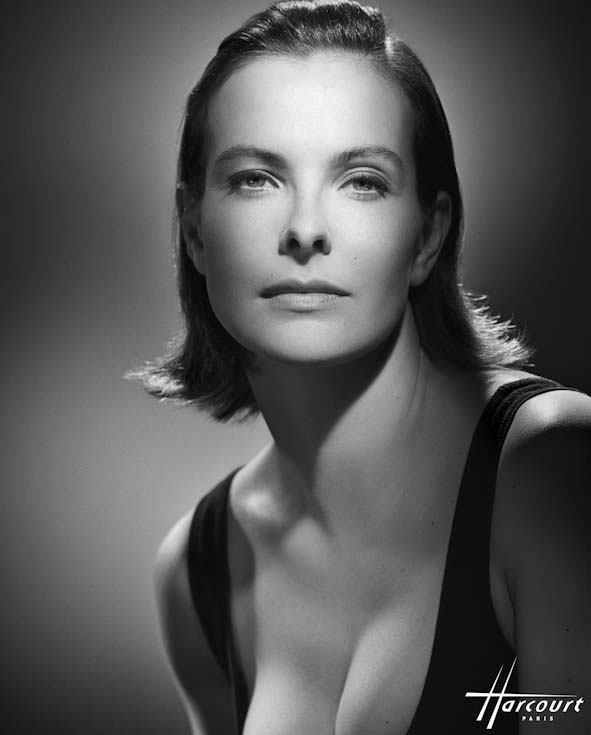
Carole Bouquet in 1995

Bouquet is het bekendst als bondgirl uit For Your Eyes Only (1981), waarin ze optrad met Roger Moore. In de jaren daarna is ze het gezicht geworden van het Franse modehuis Chanel. Ook kreeg ze grote internationale bekendheid door te spelen in een groot aantal Engelse en Franse films. In 1990 kreeg ze de César voor beste Actrice voor haar rol in Trop belle pour toi. In 2004 had ze een klein rolletje in de Amerikaanse televisieserie Sex and the City.
Bouquet is weduwe van Jean-Pierre Rassam. Ze hebben samen een zoon Dimitri Rassam, die in 1982 is geboren. Daarnaast heeft ze nog een zoon genaamd Louis (1987), van Francis Giacobetti. Van 1996 tot 2005 had ze een relatie met de ruim acht jaar oudere Franse filmacteur Gérard Depardieu. Ze bezit een landgoed op het eiland Pantelleria, gelegen bij Sicilië.

## Filmografie
- Cet obscur objet du désir (1977)
- Buffet froid (1979)
- Il Cappotto di Astrakan (1979)
- Blank Generation (1980)
- For Your Eyes Only (1981)
- Tag der Idioten (1981)
- Bingo Bongo (1982)
- Mystère (1983)
- Le Bon Roi Dagobert (1984)
- Rive droite, rive gauche (1984)
- Nemo (1984)
- Spécial Police (1985)
- Double Messieurs (1986)
- La Coda del diavolo (1986)
- Jenatsch (1987)
- New York Stories (1989)
- Trop belle pour toi (1989)
- Bunker Palace Hôtel (1989)
- Donne con le gonne (1991)
- Tango (1993)
- A Business Affair (1994)
- Grosse fatigue (1994)
- Poussières d'amour (1996)
- Lucie Aubrac (1997)
- Le Rouge et le Noir (1997)
- En plein coeur (1998)
- Un pont entre deux rives (1999)
- Bérénice (2000)
- Le Pique-nique de Lulu Kreutz (2000)
- Wasabi (2001)
- Embrassez qui vous voudrez (2002)
- Blanche (2002)
- Bienvenue chez les Rozes (2003)
- Feux Rouges (2004)
- Les Fautes d'orthographe (2004)
- Nordeste (2005)
- Travaux, on sait quand ça commence... (2005)
- L'Enfer (2005)
- Un Ami Parfait (2006)
- Aurore (2006)
- Les Enfants de Timpelbach (2007)
- Si C'était Lui... (2007)
- Les Hauts Murs (2008)
- Je vais te manquer (2009)
- Protéger et Servir (2010)
- Mauvaise Fille (2012)
- Rosemary's Baby (2014), miniserie
- La Mante (2017), miniserie
- Voyez comme On Danse (2018)